# Josefstadt
Josefstadt ( [ˈjoːzɛfˌʃtat]) je osmý městský okres rakouského hlavního města Vídně. Svou výměrou je Josefstadt nejmenším okresem a rozkládá se uvnitř bývalého opevnění (tzv. Linienwall), na kterém vznikl dopravní okruh zvaný Gürtel (Wiener Gürtel Straße).

## Geografie

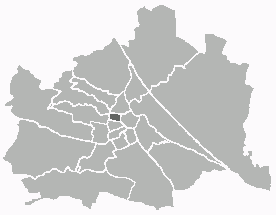
Poloha Josefstadtu na mapě Vídně

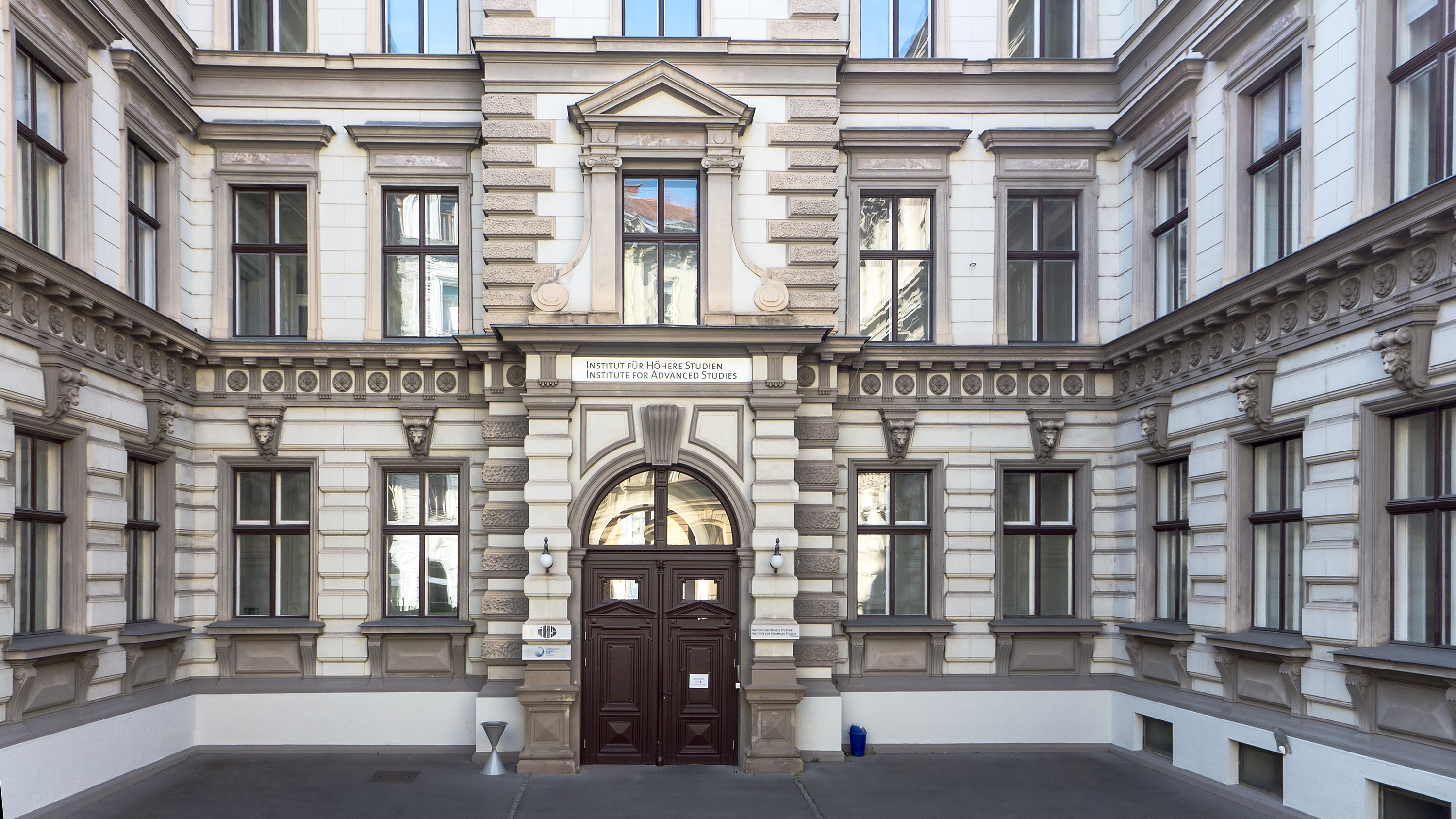
Palác Strozziů, později Chotkovský, nechala postavit česko-rakouská šlechtična Marie Kateřina Strozziová, manželka generála Petra hraběte Strozziho.

### Poloha
Městský okres Josefstadt se nachází ve středu města Vídně a je svou plochou 1,09 čtverečních kilometrů nejmenším z vídeňských městských okresů. Zaujímá tak pouze 0,28 % plochy Vídně. Okres leží mezi vídeňským "Gürtelem" a je vtěsnán mezi zastavěné okresy Vídně. Pouze dvě procenta plochy okresu jsou tvořena zelení.
Josefstadt leží na rovině mezi dvěma potoky zvanými Bachkanal a Wienerwaldbach. Další potok Alserbach byl sveden pod ulici Lazarettgasse. Ottakringer Bach je dnes mezi ulicemi Lerchenfelder Straße a Neustiftgasse. Před zástavbou vedl v hlubokém údolí s větším sklonem toku a překonával tak výškové rozdíly na území okresu. Západní hranice okresu u "Lerchenfelder Gürtel" je ve výši 204,5 metru, východní hranice okresu na náměstí Friedrich-Schmidt-Platz má nadmořskou výšku 180 metrů. Také mezi severní a jižní hranicí okresu je výškový rozdíl. Křižovatka Kochgasse a Alser Straße je na severu ve výšce 185 metrů, náhorní planina Florianigasse a Skodagasse je na výšce 198 metrů a křižovatka Lerchenfelder Straße a Kaiserstraße na jihu má výšku 196 metrů.

### Části okresu
Dnešní městský okres Josefstadt vznikl z dřívějších předměstí Altlerchenfeld, Breitenfeld, Josefstadt a Strozzigrund. K nim se přičlenila ještě jižní část předměstí Alservorstadt a malá část obce Sankt Ulrich. Na severovýchodě území mezi ulicemi Landesgerichtsstraße, Florianigasse a Feldgasse leží dřívější předměstí Alservorstadt, které svou severní částí patří k okresu Alsergrund. Zde se nachází okresní magistrátní úřad, zemský soud, Muzeum etnografie a také největší park okresu Schönbornpark. Na severozápadě okresu leží, mezi dopravním okruhem zvaným Gürtel a ulicemi Florianigasse a Feldgasse, území Breitenfeld.
Nejvýraznějšími budovami okresu jsou Divadlo Josefstadt a piaristický kostel "Marie Věrné". Ve Strozzigasse je "Berní úřad". Na západě bývalého předměstí Strozzigrund a na východně od předměstí Altlerchenfeld je v ulici Pfeilgasse několik studentských domovů.
Členění okresu pro potřebu statistických údajů je poněkud odlišné. Do Josefstadtu jsou také započítány Laudongasse, Josefstädter Straße a Bennoplatz.

### Sousední okresy
Josefstadt patří do tak zvaných vnitřních okresů mezi dopravními tepnami Gürtel a Ringstraße. Na západě od Josefstadtu leží okresy Hernals a Ottakring. Na východě jej odděluje tzv. druhá linie, podél ulic Landesgerichtsstraße a Auerspergstraße Josefstadt, od Vnitřního Města. Severní hranice k okresu Alsergrund probíhá podél Alser Straße, na jihu tvoří ulice Lerchenfelder Straße hranici k okresu Neubau.

### Využití ploch
Plochy Josefstadtu jsou téměř výhradně využívány pro zástavbu nebo pro dopravní účely. 70,34 % ploch okresu připadá na zástavbu, přičemž cena těchto pozemků předčí sousední vídeňská území. Velká část stavebních ploch (85 %) připadá na obytné plochy, zbytek je využit téměř výhradně pro kulturní, veřejná a náboženská zařízení (14,4 %). Využití ploch pro podnikové zájmy je v Josefstadtu mizivé. Josefstadt má takové plochy v absolutních číslech nepatrné a je v tomto ohledu na posledním místě mezi vídeňskými okresy. Dopravní plochy, které zaujímají 27,6 % celkové plochy, jsou naopak rozsáhlé. Josefstadt je také okresem, který má velmi málo zeleně. Jen 2 % ploch připadají na tento účel, přičemž 95 % existujících zelených ploch jsou parky.

## Historie
Dnešní Josefstadt byl osídlen relativně pozdě. Jen poblíž Vnitřního Města bylo osídlení již ve středověku, avšak neznámého názvu. Jedinou významnou stavbou byla budova statku zvaného "Gutshof", který byl jmenován v souvislosti s jiným statkem (Roter Hof). Intenzivní osídlení začalo teprve na konci 16. století. Původní město vzniklo kolem roku 1700, kdy od císaře Josefa I. (1678-1711) získalo území a název Josefstadt. K rozšíření města došlo po zrušení Skotského kláštera v roce 1801, tím se získal prostor pro vznik předměstí Breitenfeld. Ulice dostaly řád až v době biedermeieru. Altlerchenfeld byl poprvé uveden v dokumentu z roku 1295, větší stavební činnost zde však nastala teprve kolem roku 1700.
Roku 1850 byla tato předměstí spolu s malou částí St. Ulrichu (viz Neubau) a Alservorstadtu (viz Alsergrund) spojena v tehdy sedmý vídeňský okres Josefstadt a připojena k Vídni. Až doposud byla provedena pouze jedna změna hranice okresu, a to v roce 1995 v oblasti Auerspergstraße, která se týkala pouze dopravních ploch.
Josefstadt se vyvinul jako sídlo měšťanstva a žije v něm také mnoho úředníků. Většina starostů Vídně bydlela právě zde. Současný rakouský spolkový prezident Heinz Fischer (* 1938) bydlí v Josefstadtu, a to v Josefstädter Straße. Josefstadt je ve srovnání s okresy Neubau a Mariahilf považován za okres intelektuálů. Bydlí zde mnoho umělců, herců a spisovatelů.
Josefstadt je druhým okresem ve Vídni, kde při volbách do zastupitelstva okresu (23. října 2005) dosáhli "Zelení" relativní většinu. Takže od 30. listopadu toho roku spolupůsobí ve vedení okresu.

## Obyvatelstvo

### Vývoj počtu obyvatel
V roce 1869 po založení okresu Josefstadt zde žilo 53 012 lidí. Od roku 1910, kvůli již tenkrát stísněné zástavbě, počet obyvatel okresu nestoupal. Potom začal téměř spojitý pokles počtu obyvatel a silně poklesl zvláště v letech 1960 a 1970. Hlavním důvodem byl nedostatek obytných prostor. Nynější počet obyvatel do 24 000 se jeví jako stabilizovaný.

### Struktura obyvatelstva
Věková struktura obyvatelstva v Josefstadtu se v roce 2001 lišila od vídeňského průměru. V Josefstadtu v roce 2001 žilo 11,4 % obyvatel pod 15 let (v celé Vídni byl průměr 14,7 %). Podíl obyvatel ve věku od 20 do 29 let činil 16,1 % (Vídeň 12,8 %). Podíl obyvatel od 60 a více let činil 20,1 % (Vídeň 21,7 %). Podle pohlaví žilo v okrese 47,4 % mužů a 52,6 % žen, to odpovídá průměru Vídně. Na rozdíl od Vídně (41,2 % ženatých) žilo v Josefstadtu pouze 35,2 % ženatých.

### Původ a jazyk
Podíl cizinců mezi obyvateli okresu v roce 2005 byl 20,9 % a měl vzestupnou tendenci (2001 byl 16,1 %). Nejvíce cizinců 3.5 % pocházelo ze Srbska a Černé Hory. Další 2,7 % byli Němci, 1,1 % Poláci, 1,0 % Turci a 0,7 % Chorvaté nebo Bosna a Hercegovina. V roce 2001 z 24,4 % obyvatel narozených v Rakousku mělo 4,8 % mateřskou řeč srbskou, 2,0 % tureckou a 1,9 % chorvatskou. 

### Náboženství
Náboženské vyznání obyvatelstva Josefstadtu je do značné míry v průměru Vídně, kde podíl katolického a evangelického obyvatelstva je lehce nad a islámské obyvatelstvo je pod průměrem. Při sčítání lidu 2001 udalo 52,0 % obyvatel římskokatolické vyznání. V okresním obvodu jsou tři římskokatolické farnosti, v celém městě je 8 děkanství 8 a arcibiskupství. 6,0 % obyvatel bylo evangelíky, 4,6 % islámské víry, 5,2 % bylo v pravoslavné církvi. 23,8 % obyvatel okresu bylo bez vyznání. 7,8 % nemělo žádnou či jinou náboženskou orientaci.

## Politika
Okres Josefstadt je tradiční městský okres. Po druhé světové válce byla "Rakouská lidová strana (ÖVP) v období 1945 až 2005 průběžně silnou stranou a měla odpovídající zastoupení v okresním zastupitelstvu. Opakovaně dosahovala absolutní většinu. Díky volebnímu úspěchu strany "Zelených" v pozdních osmdesátých letech a nastoupení "Liberálního fóra" v roce 1996 však (ÖVP) a také "Sociálně-demokratická strana Rakouska (SPÖ)" očividně získala hlasy. "Svobodná strana Rakouska (FPÖ) sehrála v Josefstadtu významnou roli. "Občanské fórum (PRO)" se také usadilo v Josefstadtu, když mezi lety 1991 a 2001 dosahuje mezi 7.0 % a 8,3 %.

## Znak
Znak okresu byl vytvořen v roce 1850 a reprezentuje pět dřívějších samostatných obcí, ze kterých je okres vytvořen.

## Kultura a pamětihodnosti

### Pamětihodnosti
- Divadlo v Josefstadtu, městská tradiční scéna
- Vienna's English Theatre, nejstarší anglické divadlo ve Vídni
- Piaristický kostel Marie Věrné barokní kostel s malbou malíře Maulbertsche
- Rakouské etnografické muzeum v Schönbornském paláci, Laudongasse 15-19
- Palác Auersperg
- Dům "U Svaté Trojice" (dnes "Stará pekárna"), Lange Gasse 34 je klasický příklad barokní architektury v předměstí
- Palais Strozzi (dnes Berní úřad), Josefstädter Straße 39
- Lenaugasse, celá ulice byla příkladem svou architekturou a je pod památkovou ochranou
- Muzeum štěstí, Florianigasse 54
- Okresní muzeum Josefstadt, Schmidgasse 18
- Le Petit - nejmenší divadlo světa (19 míst), Schlösselgasse 21
- Divadlo Kosilo - nejmenší jeviště ve Vídni (5 m^(2)), Neudeggergasse 14.
- Kabaret Niedermair, Lenaugasse 1a, divadlo a kabaret malých forem i pro děti

Významné kavárny v Josefstadtu jsou Café Hummel, Cafe Florianihof a Café Eiles.

### Josefstadt v literatuře a televizi
- Arthur Schnitzler (1862-1931): Traumnovelle hraje se rovněž částečně v Josefstadtu
- Ödön von Horvath (1901-1938): Události z Vídeňského lesa. Hraje se v "Kleinen Gasse"
- 2001/2002 produkován rakouský televizní seriál Dolce Vita & Co hraje se částečně v Josefstadtu
- 2007 na ORF 1 každodenně "Namydlená opera“, ovšem ne v 8. okrese

### Muzea
- Rakouské muzeum etnografie v Schönbornském paláci je největší etnografické muzeum Rakouska. Muzeum bylo založeno již roku 1895 a zachycuje historii všech korunních zemí monarchie.
- Ve sklepě piaristů je "Kaiser Franz Joseph Hutmuseum", jež představuje sbírku klobouků z dob císaře Františka Josefa I. a "Vinařské komory", disponující dezertními víny bývalých korunních zemí, zejména víno Madeira od 1795-1916, jakož i vzácná Tokajská vína.
- "Okresní muzeum Josefstadt" se věnuje dějinám Josefstadtu.

### Parky
V okrese je 2,09 hektaru parkových ploch od miniaturních až po velké okresní.
- Největší park (asi 10 000 m²) v Josefstadtu je Schönbornpark mezi ulicemi "Florianigasse" a "Lange Gasse". Park byl založen v 18. století u "Zahradního paláce" náměstka říšského kancléře Bedřicha Karla ze Schönbornu (1674-1746). Park byl v roce 1862 zmenšený.
- Asi 6 000 m² má "Hamerlingpark" na "Hamerlingplatzu", zřízený v roce 1910 po provedené demolici Josefstadtských kasáren.
- Tygří park na křižovatce ulic "Tigergasse" a "Pfeilgasse" je nejmenší park v Josefstadtu (1 600 m²). Tigerpark byl zřízen na střeše a kolem podzemních garáží, které byly vybudovány na místě dřívější továrny.[8]

## Hospodářství a infrastruktura

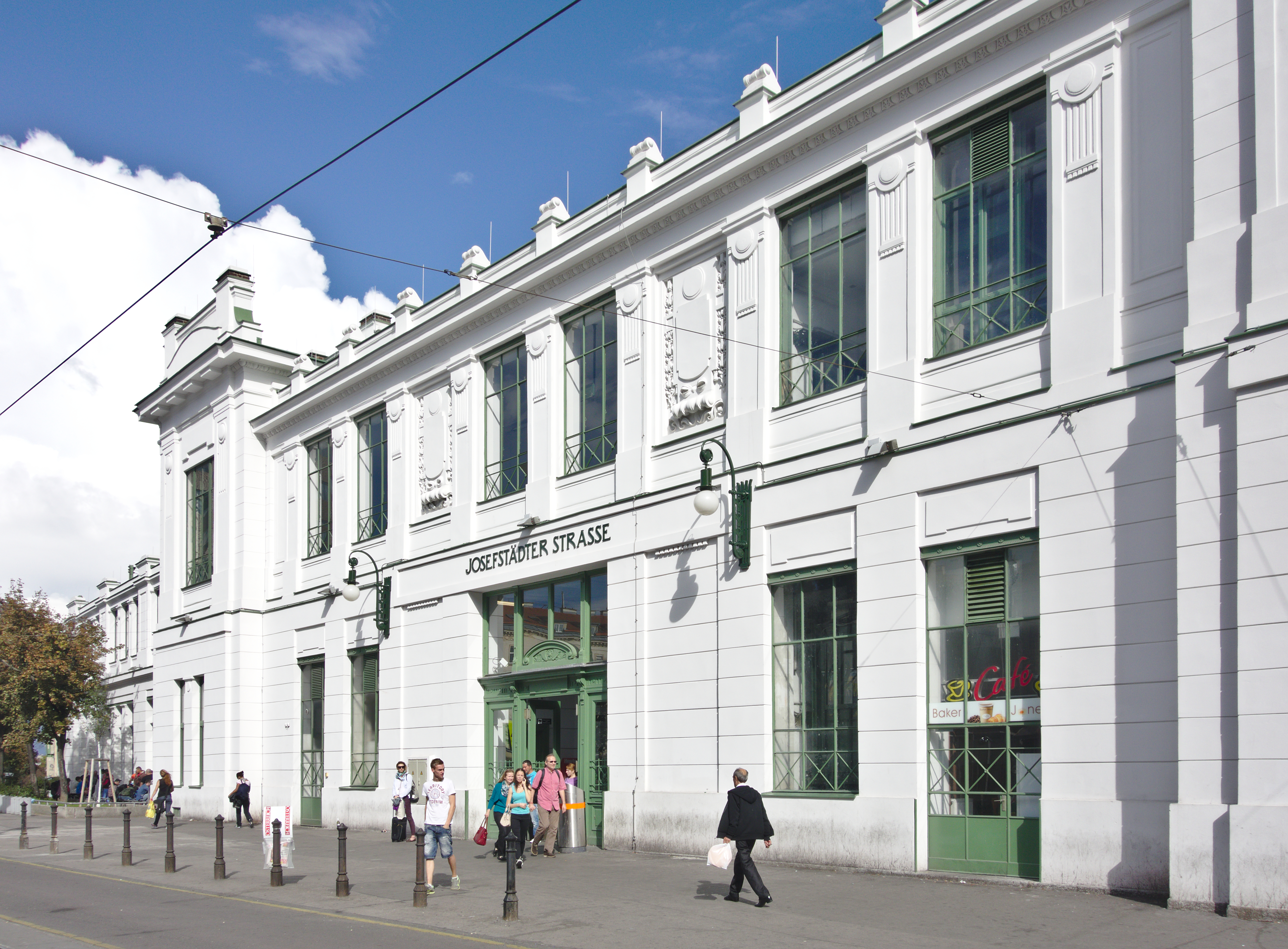
Stanice metra Josefstädter Straße

### Doprava
Na hranici u Ottakringu stanice "Josefstädter Straße" podzemní dráhy "U-6" a na hranici k Inneren Stadt je stanice "Rathaus" podzemní dráhy linky „U-2“. V okrese je také několik tramvajových a autobusových linek.

### Studentské koleje
V Josefstadtu je značný počet domovů pro studenty, např. "Haus VINDOBONA" pod kuratelou Adolfa Schärfa (1890-1965) na nároží "Skoda" a "Laudongasse", pod "Akademickou pomocí" provozované Pfeilheim ("Pfeilgasse" 3a, "Pfeilgasse" 4-6), studentský domov "Hotel Korotan" ("Albertgasse" 48), studentský domov "Neudeggergasse" ("Neudeggergasse" 21) a "Friedrich-Fundera" studentský domov v "Strozzigasse". V posledních letech byly některé domovy uzavřeny. O letních prázdninách jsou domovy provozovány jako hotely.

### Školství
V Josefstadtu jsou čtyři veřejné obecné školy, družstevní střední škola, tři gymnázia ("Feldgasse", "Albertgasse" a na "Jodok-Fink-Platz") a spolkový vzdělávací ústav (pro vzdělávání pedagogů pro mateřské školy) v „Albertgasse“. Na náměstí "Hamerlingplatz" je "Vídeňská obchodní škola" Obchodní akademie a obchodní škola zřízená „Vídeňskou obchodní společností“. Další obchodní škola je na "Schönborngasse".
Na "Laudongasse", v dřívější hlavní knihovně, je ústřední hudební škola. Od zahájení nové "Hlavní knihovny Vídně" na náměstí "Urban-Loritz-Platz" (poblíž osmého okresu) je osmý okres bez filiální knihovny. Ve "Schmidgasse" má sídlo "Lidová univerzita" (Volksuniversität) Josefstadt.
Důležitým pracovištěm pro výchovu pedagogů pro volný čas je největší Spielotheka Rakouska, která se nachází v  "Albertgasse" 35. Ve stejném domě má také sídlo ústav pro výchovu pedagogů pro volný čas.

## Osobnosti
- Johann Lukas von Hildebrandt (1668-1745), italský stavitel
- Marie von Ebner-Eschenbach (1830-1916), spisovatelka, původem od Kroměříže
- Theodor Oppolzer (1841-1886), astronom německo-českého původu
- Anton Wildgans (1881-1932), básník a dramatik
- Karl von Frisch (1886-1892),profesor biologie v Mnichově
- Ödön von Horváth (1901-1918), rakousko-uherský spisovatel
- Kurt Gödel (1906-1978), matematik, původem z Brna
- Anna-Lülja Praun (1906-2004), architektka a návrhářka
- H. C. Artmann (1921-2004), básník, spisovatel a překladatel
- Milo Dor (1923-2005), spisovatel
- Heinz Fischer (* 1938), právník a politik